# Versionen der Supermarine Spitfire
Die Supermarine Spitfire war ein britischer Abfangjäger. Informationen zur Spitfire selbst sind auf der Seite Supermarine Spitfire zu finden.
Insgesamt gab es 24 Hauptversionen und viele Untervarianten. Dieser Artikel stellt eine kurze Historie dar. Die letzten, hier noch nicht beschriebenen Baureihen hatten unter anderem stärkere Motoren vom Typ Rolls-Royce Griffon sowie längere Fahrwerkfederbeine. Die letzte Version F. 24 flog Ende der 1940er-Jahre unter anderem bei der RAF Germany und während des Koreakrieges bei der No. 80 Squadron in Hongkong. Die Maschine flog dort jedoch keine Kampfeinsätze mehr.

## Versionen
Hinweis: „Mark“ (abgekürzt „Mk“ oder „Mk.“) bedeutet im Deutschen so viel wie „Version“ oder „Variante“. Bei der Nummerierung der Versionen wurden zunächst römische Zahlen verwendet, seit 1948 arabische (im Zuge einer Royal-Air-Force-weiten Umstellung). Siehe hierzu auch Varianten- und Nutzungskennungen der britischen Luftstreitkräfte.

### Mk I
Schnell wurde deutlich, dass die neue Konstruktion der zum damaligen Zeitpunkt beste britische Jäger werden würde; im Gegensatz zum Konkurrenten Hawker Hurricane schien die Spitfire genügend Verbesserungspotential zu haben.
Bei Vickers war schnell klar, dass die erste Bestellung von 310 Flugzeugen erst der Anfang einer langen Serie werden sollte, so wurde zusätzlich zu den bestehenden Fertigungslinien in Woolston eine neue Fabrik bei Castle Bromwich gebaut, um dort Spitfires zu fertigen.
1938 zahlte sich ihr Vorausdenken aus, als das Luftfahrtministerium 1.000 zusätzliche Spitfires bestellte. 1939 folgten noch vor dem Ausbruch des Krieges Bestellungen über 200 bzw. 450 Stück. Zu Beginn des Zweiten Weltkriegs waren insgesamt 2.160 Spitfires bestellt oder bereits ausgeliefert.
Die Fabrik in Woolston begann Ende des Jahres 1937 mit der Serienfertigung der Spitfire Version 1 (Mk I). Ab August 1938 waren die ersten Staffeln der Royal Air Force einsatzbereit. Die Mk I wurde ursprünglich von einem Merlin-Mk-II-Motor mit 1.030 PS angetrieben, der auf einen zweiblättrigen hölzernen Propeller mit festem Anstellwinkel arbeitete.
In dieser Konfiguration wurden jedoch nur 77 Exemplare geliefert, danach wurde ein dreiblättriger Metall-Verstellpropeller der Firma de Havilland eingebaut, der zwischen zwei verschiedenen Luftschraubensteigungen umgeschaltet werden konnte. Obwohl sich das Gewicht der Luftschraube von 41,5 kg auf 175 kg erhöhte, ergab sich eine Leistungssteigerung. Die Rollstrecke beim Start verringerte sich von 382 m auf 291 m. In 6000 m Höhe steigerte sich die Höchstgeschwindigkeit von 577 km/h auf 584 km/h. Die Dienstgipfelhöhe stieg von 9400 m auf 10450 m. Kurz vor Beginn der Luftschlacht um England wurde eine weitere dreiblättrige Luftschraube eingeführt. Diese war stufenlos verstellbar und arbeitete mit einer konstanten Drehzahl. Es gab zwei verschiedene Typen der Firmen Rotol und de Havilland. Das Gewicht der neuen Luftschraube betrug 250 kg. Die Rollstrecke beim Start verringerte sich auf 205 m.
Zu Beginn des Krieges waren nur wenige Einheiten der RAF mit der Spitfire ausgerüstet. Während die Hurricane über Kontinentaleuropa zum Einsatz kamen, wurden die leistungsfähigeren Spitfires vom Chef des britischen Fighter Command, Hugh Dowding, für die bevorstehende Verteidigung Englands zurückgehalten. Bis zum Beginn der Luftschlacht um England im Juli 1940 hatte sich die Nachschublage soweit verbessert, dass nun 19 Staffeln über Spitfires verfügten und 27 über Hurricanes. Als die Schlacht um England im Oktober geschlagen war, hatte die RAF 565 Hurricanes und 352 Spitfires verloren.
Inzwischen hatten die britischen Fabriken aber ihre maximale Produktionsleistung erreicht und die Materialverluste konnten recht einfach ersetzt werden (die Piloten allerdings nicht). Die Produktion der Hurricane als Frontjäger wurde zugunsten der Spitfire heruntergefahren.
In der 19. Staffel wurden während der Schlacht mehrere als Mk IB bezeichnete mit Kanonen bewaffnete Spitfires erprobt. Man schätzte die Zerstörungskraft der Kanonen, allerdings litten die Geschütze so häufig unter Ladehemmungen, dass die IB aus dem Kampf gezogen und die 19. Staffel auf eigenen Wunsch wieder mit MG-bewaffneten Spitfires ausgerüstet wurde.
Insgesamt wurden von den 2.160 bestellten Mk I 1.583 Stück ausgeliefert, bevor die Produktion auf die neue Version Mk II umgestellt wurde.

### Mk II

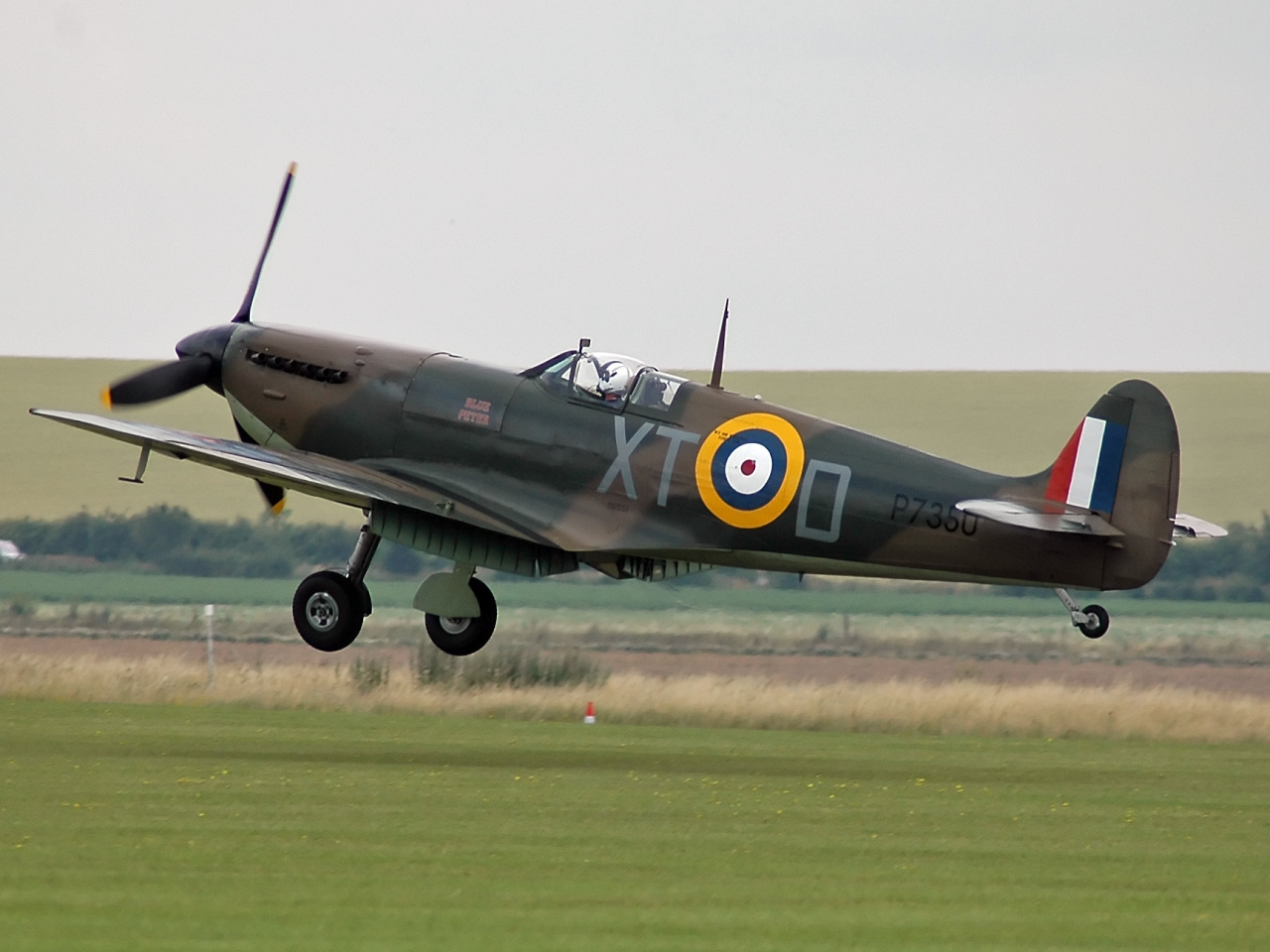
Spitfire IIA P7350 (Battle of Britain Memorial Flight)

Mit dem Ende der Luftschlacht um England gewann die Royal Air Force eine Atempause über den Winter 1940/41. Diese Kampfpause wurde genutzt, um verschiedene während der Kämpfe als notwendig erkannte Verbesserungen in die Spitfire zu integrieren – das Ergebnis war die Type 329 Spitfire Mk II.
Die größte Änderung war der leistungsgesteigerte Merlin-XII-Motor mit 1.175 PS. Die zusätzliche Motorleistung führte zu einer Steigerung der Höchstgeschwindigkeit um 28 km/h und verbesserte die Steigrate etwas. Sie wäre noch besser gewesen, wenn die Spitfire Mk II nicht 32 Kilogramm wiegende zusätzliche Panzerplatten um das Cockpit erhalten hätte.
Die Mk II wurde in den Versionen IIA (mit acht Maschinengewehren) und (seltener) IIB (zwei Kanonen/vier Maschinengewehre) produziert. Die Auslieferung erfolgte sehr schnell und die Mk II ersetzte schrittweise alle noch im Dienst stehenden Mk I, die fortan zur Pilotenausbildung genutzt wurden. Bis zum April 1941 waren alle Spitfire-Staffeln der RAF auf das neue Modell umgestellt, insgesamt wurden 920 Stück gebaut.

### Mk III
Die zwei Mk III, die als Erprobungsflugzeuge gebaut wurden, stellten die erste umfassende Umkonstruktion der originalen Spitfire-Zelle dar.  Eine Serienfertigung war nicht vorgesehen. Die Flugzeuge erhielten den neuen Merlin-XX-Motor mit Zweigang-Lader, welcher der Spitfire eine höhere Horizontalgeschwindigkeit in großen Höhen ermöglichen sollte. Der Merlin XX war jedoch vor allem wegen seines Laders sehr komplex und schwierig zu produzieren. Gleichzeitig mussten die Leistungen der Hawker Hurricane gesteigert werden, um sie als überlebensfähigen Frontjäger zu erhalten. Sie erhielt daher Priorität im Hinblick auf den Merlin-XX-Motor und wurde zur Hurricane Mk II. Die zwei Testmaschinen erhielten die RAF-Seriennummern N3297 und DP845. Die DP845 durchlief während ihres Bestehens unterschiedliche Ausrüstungs- und Zellenbauphasen. So diente dieses Flugzeug nacheinander als Prototyp für die Varianten Mk. IV, Mk. XX und Mk. XII.

### Mk IV
Die Mk. IV war eine Zwischenbaustufe der ursprünglich als Mk. III gebauten DP845. Sie erhielt den neuen über 1500 PS leistenden Griffon IIB mit einem Vierblatt-Metallpropeller. Diese Extraleistung steigerte die Höchstgeschwindigkeit auf über 420 Knoten. Versuche mit dem Ziel des Einbaus einer Bewaffnung von sechs 20-mm-Kanonen führten aber wahrscheinlich nur zu einer Umsetzung in Attrappenform. Aus dieser ersten Griffon-Variante entstanden später die Spitfire 21 und 22.

### PR Mk IV
Nach der Umbenennung der originalen Mk IV wurde der unbewaffnete Langstreckenaufklärer Mk I PR Type D in PR Mk IV umbenannt. Davon wurden 244 Maschinen hergestellt.

### Mk V

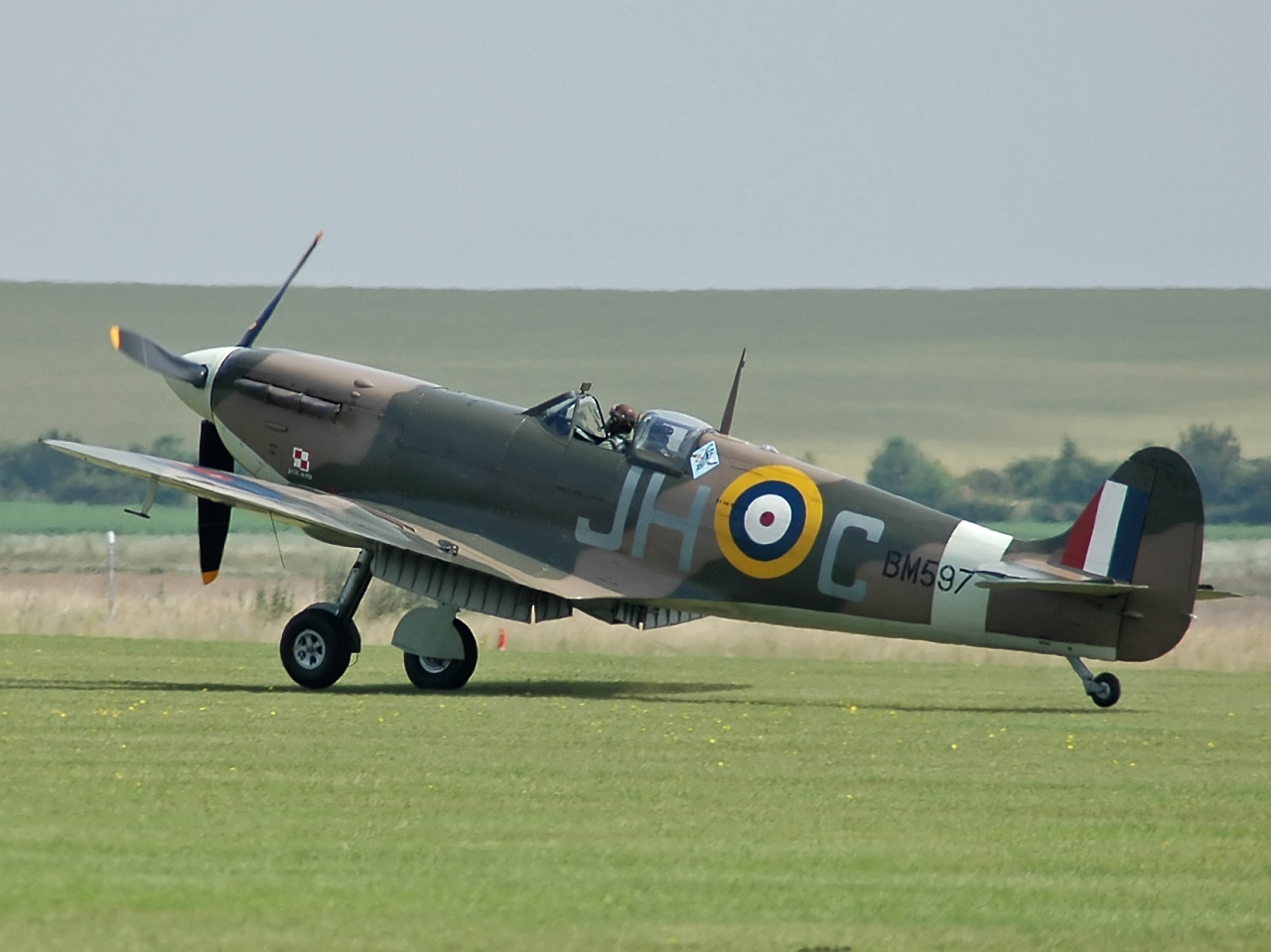
Spitfire F VB BM597 (Historic Aircraft Collection)

Ende 1940 trafen die Mk II auf ein neues Flugzeug der Deutschen. Es handelte sich um eine verbesserte Version der Messerschmitt Bf 109. Das neue Modell Bf 109F übertraf die Spitfire II an Geschwindigkeit sowie Steigrate und oberhalb von 5.500 Metern auch an Wendigkeit.
Zu diesem Zeitpunkt war die Mk IV nicht bereit, der neuen Bf 109F entgegentreten zu können. Der Griffon-Motor litt unter so schwerwiegenden Produktionsproblemen, dass es unklar war, ob er überhaupt in Serie gebaut werden könnte. Als Notlösung wurde daher die Mk V entworfen.
Die Mk V kombinierte das Flugwerk der Mk II mit dem neueren Merlin-45-Motor. Dieser Motor entwickelte eine etwas höhere Startleistung von 1.440 PS, erhöhte aber durch seine verbesserte Motoraufladung die verfügbare Leistung in etwas größerer Höhe.
Die Mk V wurde die bei weitem meistproduzierte Version, mit 94 Mk VA (acht MG), 3.923 Mk VB (zwei Kanonen und vier MG) und 2.447 Mk VC (vier Kanonen oder zwei Kanonen und vier MG, geänderte Munitionszuführung, dadurch Munitionsvorrat der Kanonen von 60 auf 120 Schuss pro Rohr erhöht).

### Mk VI
Während sich die Mk V in der Produktion befand, wuchsen die Ängste, die deutsche Luftwaffe könnte vermehrt sehr hoch fliegende Bomber wie die  Junkers Ju 86 einsetzen, deren Gipfelhöhe über der der meisten Jagdflugzeuge dieser Zeit lag. Es wurde entschieden, eine neue Spitfire-Variante mit einer verbesserten Dienstgipfelhöhe zu entwickeln.
Die Mk VI wies in dieser Richtung zwei wichtige Verbesserungen auf. Für erhöhte Leistungen in größeren Höhen hatte sie einen vierblättrigen Propeller. Um den physiologischen Problemen zu begegnen, denen Piloten in großen Höhen ausgesetzt sind, war sie mit einer Druckkabine ausgestattet, die eine Druckdifferenz von 13,8 kPa ermöglichte und so in 11 km Flughöhe eine Kabinendruckhöhe von 8,5 km herstellte. Der Pilot musste trotz Druckkabine eine Atemmaske tragen.
Die für die Druckkabine erforderliche verstärkte Kabinenhaube bei der Mark VI konnte während des Fluges nicht geöffnet werden, der Pilot konnte sie im Notfall lediglich abwerfen.
Eine weitere Besonderheit der Mk VI waren die vergrößerten, fast spitz zulaufenden Tragflächenenden, welche die Höhenleistung verbesserten. Sie kamen später auch bei der Mk VII und einigen Mk IX zum Einsatz.

### Mk VII
Wie die Mk VI hatte auch die Mk VII eine Druckkabine. Durch den neuen Motor vom Typ Rolls-Royce Merlin 61, der über einen zweistufigen Zweigang-Höhenlader verfügte, war die Mark VII die erste Spitfire-Variante, die gute Höhenleistungen aufwies. Außerdem verfügte die Mark VII über ein verstärktes Flugwerk und kleine Tragflächentanks. Auch sie hatte die erweiterten Flächenenden der Mk VI.

### Mk VIII

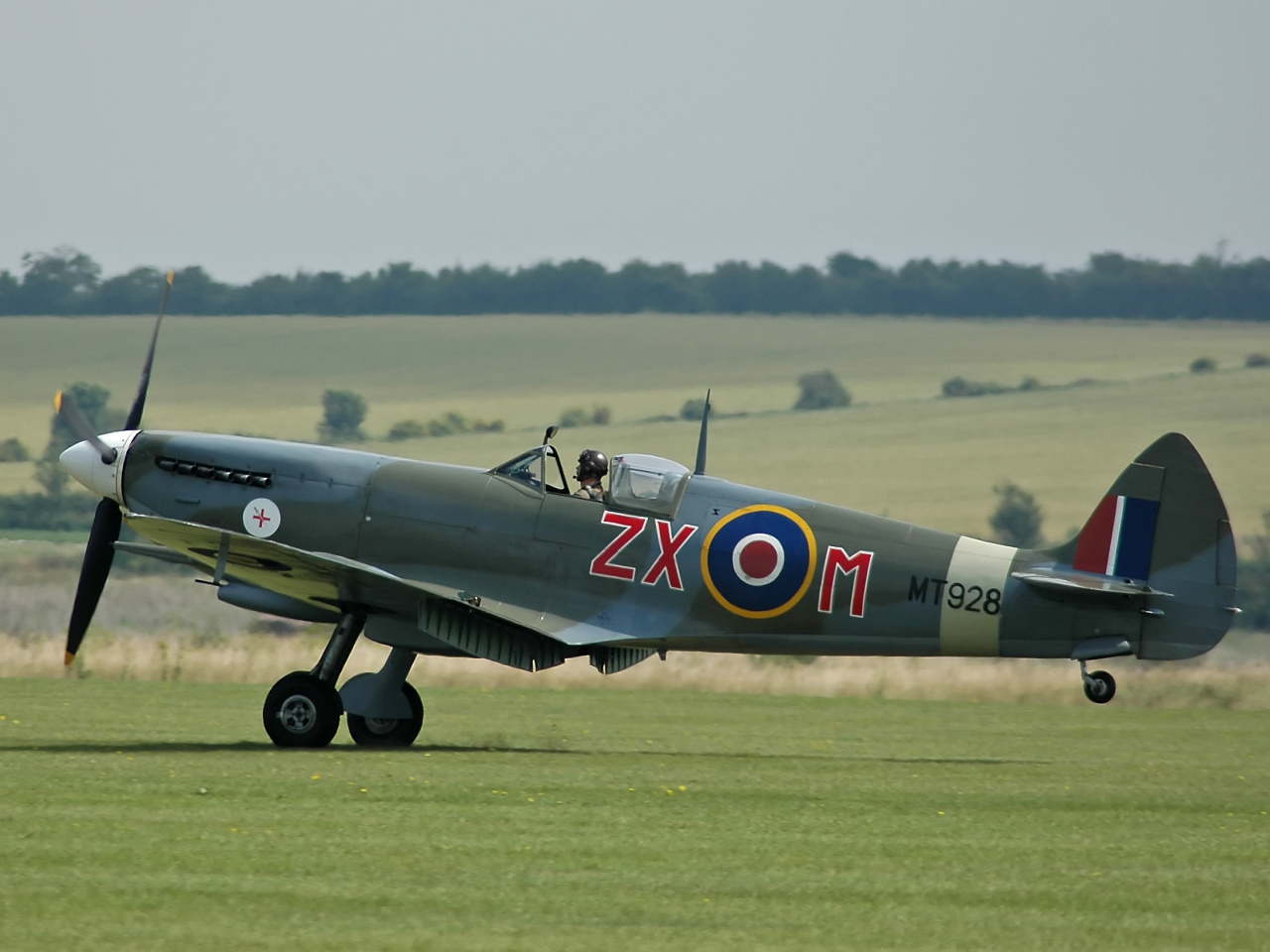
Spitfire VIII MT928

Die Mk VIII wurde entwickelt, um die zusätzliche Leistung des Merlins der 60er-Serie optimal ausnutzen zu können. Sie war mit zahlreichen aerodynamischen Verbesserungen wie einem einziehbaren Spornrad ausgestattet. Weitere Merkmale waren eine stärkere Zellenstruktur, ein zusätzlicher Rumpftank und ein anderer Vergaserlufteinlauf mit Filter. Dadurch war die Mk VIII tropentauglich und wurde vor allem in Südostasien eingesetzt, nur wenige flogen in Europa. Charakteristisch war auch das vergrößerte Seitenruder, das die Steuerbarkeit vor allem im Langsamflug und bei Start und Landung verbesserte.
Die meisten Mk VIII besaßen die normale Kabinenhaube und die C-Tragflächen mit zwei Kanonen und vier MG. Es gab Versionen mit normalen und verkürzten Tragflächenspitzen. Eine Druckkabine hatte die Mk VIII nicht.

### Mk IX

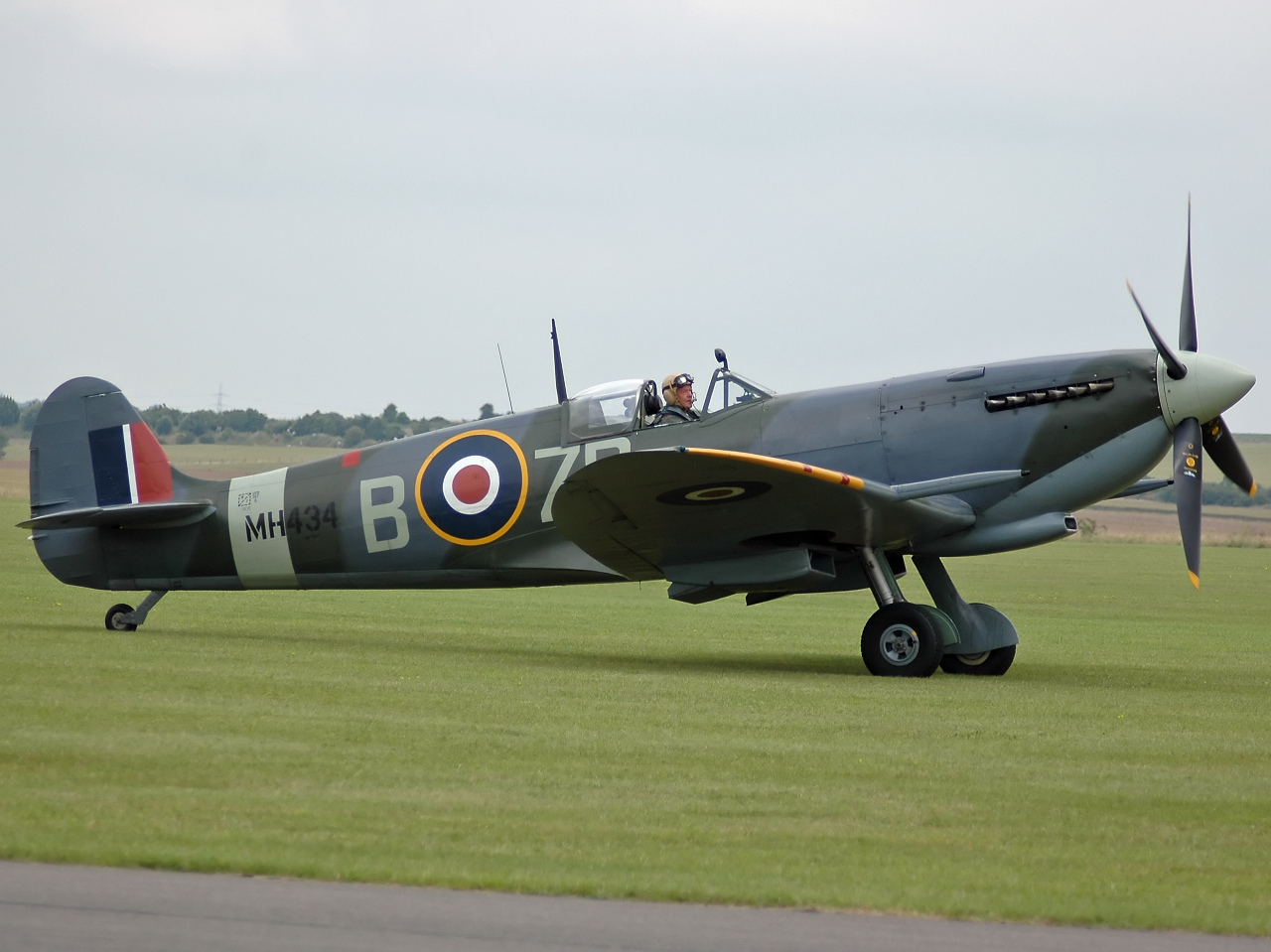
Spitfire LF IXB MH434 (Old Flying Machine Company)

Mit dem Erscheinen der Fw 190 an der Kanalküste befand sich die Mk V leistungsmäßig plötzlich deutlich im Nachteil. Da die Einführung der Mk VIII aber noch auf sich warten ließ, wurde eine Zwischenlösung benötigt. So wurde die Zelle der Mk V mit den neuen Motoren der Merlin-60er-Serie ausgerüstet und es entstand die Mk IX. Tatsächlich wurde eine ganze Reihe früher Mk IX aus Mk V umgerüstet. Obwohl nur als Zwischenlösung bis zur Einführung der Mk VIII geplant, wurden insgesamt weitaus mehr Mk IX als Mk VIII produziert, in der Gesamtstückzahl wurde sie nur von der Mk V übertroffen.
Die Mk IX gab es mit den normalen, gekappten und sogar mit den langen Tragflächenenden der Höhenjäger, meist waren zwei 20-mm-Kanonen und vier .303-MG, später auch zwei Kanonen und zwei .50-MG eingebaut (sog. E-Tragflächen). Da die Mk IX bis zum Kriegsende produziert wurde, unterlag sie auch ständigen Verbesserungen. So wurde beispielsweise der Ladedruck des Motors später auf 25 lbs angehoben, was die Leistung der Maschine in geringer und mittlerer Höhe verbesserte. Einige späte Mk IX wurden mit einer Vollsichthaube ähnlich der Hawker Tempest und dem vergrößerten Seitenruder der Mk VIII gebaut.

### Mk XII
Erste Spitfire-Variante mit Griffon-Motor mit einstufigem Lader. Exzellentes Jagdflugzeug für niedrige Flughöhen; sie wurde in dieser Eigenschaft gegen Fw-190-Jagdbomber und V1-Flugbomben eingesetzt. Es wurden nur 120 Stück gebaut, teilweise mit dem einziehbaren Spornrad der Mk VIII. Alle Mk XII hatten die kurzen Tragflächenenden und eine Bewaffnung von zwei 20-mm-Kanonen und vier .303-MG. Da die Höhenleistung durch den einstufigen Lader begrenzt war, wurde die Mk XII relativ schnell durch die Mk XIV abgelöst.

### Mk XIV
Analog dem Merlin der 60er-Serie erhielt auch der Rolls-Royce Griffon den Zweistufenlader. Die mit diesem Motor ausgerüstete Spitfire-Version wurde die Mk XIV. Sie gilt als eines der leistungsfähigsten Kolbenmotor-Jagdflugzeuge des Zweiten Weltkrieges.
Ihr Rolls-Royce Griffon 65 leistete bis zu 1.514 kW und ermöglichte eine Höchstgeschwindigkeit von 717 km/h in 8.000 m Höhe und eine Gipfelhöhe bis zu 13.600 m. Die Mk XIV wurden ab Sommer 1944 zur Bekämpfung der deutschen V1-Angriffe eingesetzt.
Insgesamt gingen etwa 1.000 Maschinen verschiedener Varianten an die Staffeln der RAF. Es gab Versionen mit normalen und kurzen Tragflächen, frühere Mk XIV hatten noch die aus zwei Kanonen und vier MG bestehende B-Bewaffnung (in der C-Tragfläche), spätere die E-Tragflächen mit zwei Kanonen und zwei .50-MG. Einige Mk XIV erhielten im Heck eine zusätzliche Schrägbildkamera und wurden als Jagdaufklärer FR Mk XIV bezeichnet.
Quellen: Munson: Weltkrieg II Flugzeuge. S. 243

### Mark XVI

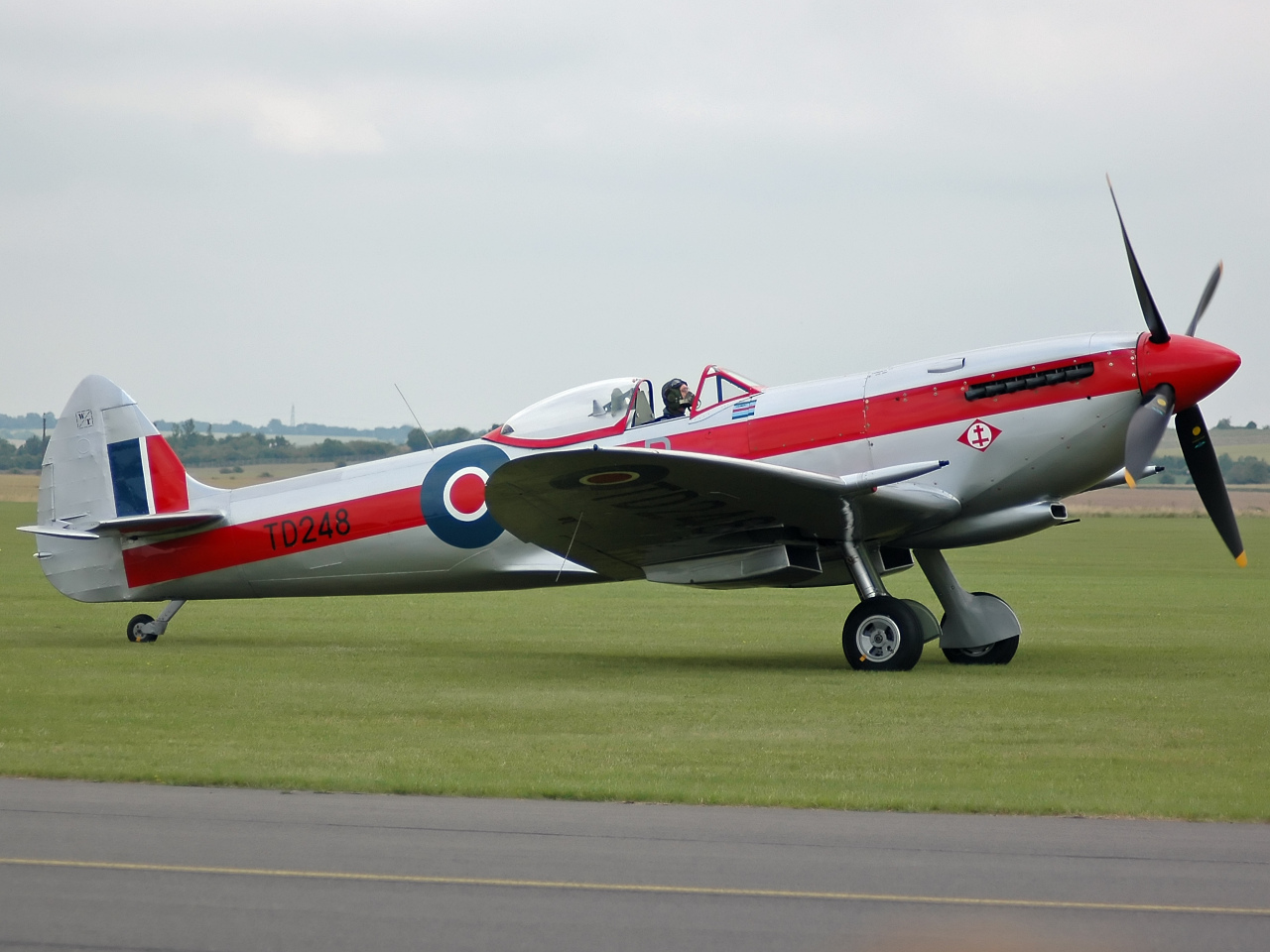
Spitfire LF XVIE TD248 (Historic Flying Ltd)

Wie die Spitfire IX, aber mit von Packard gebautem Merlin der 60er-Serie. Auch hier zum Teil Vollsichthaube und vergrößertes Seitenruder.

### Mark XVIII

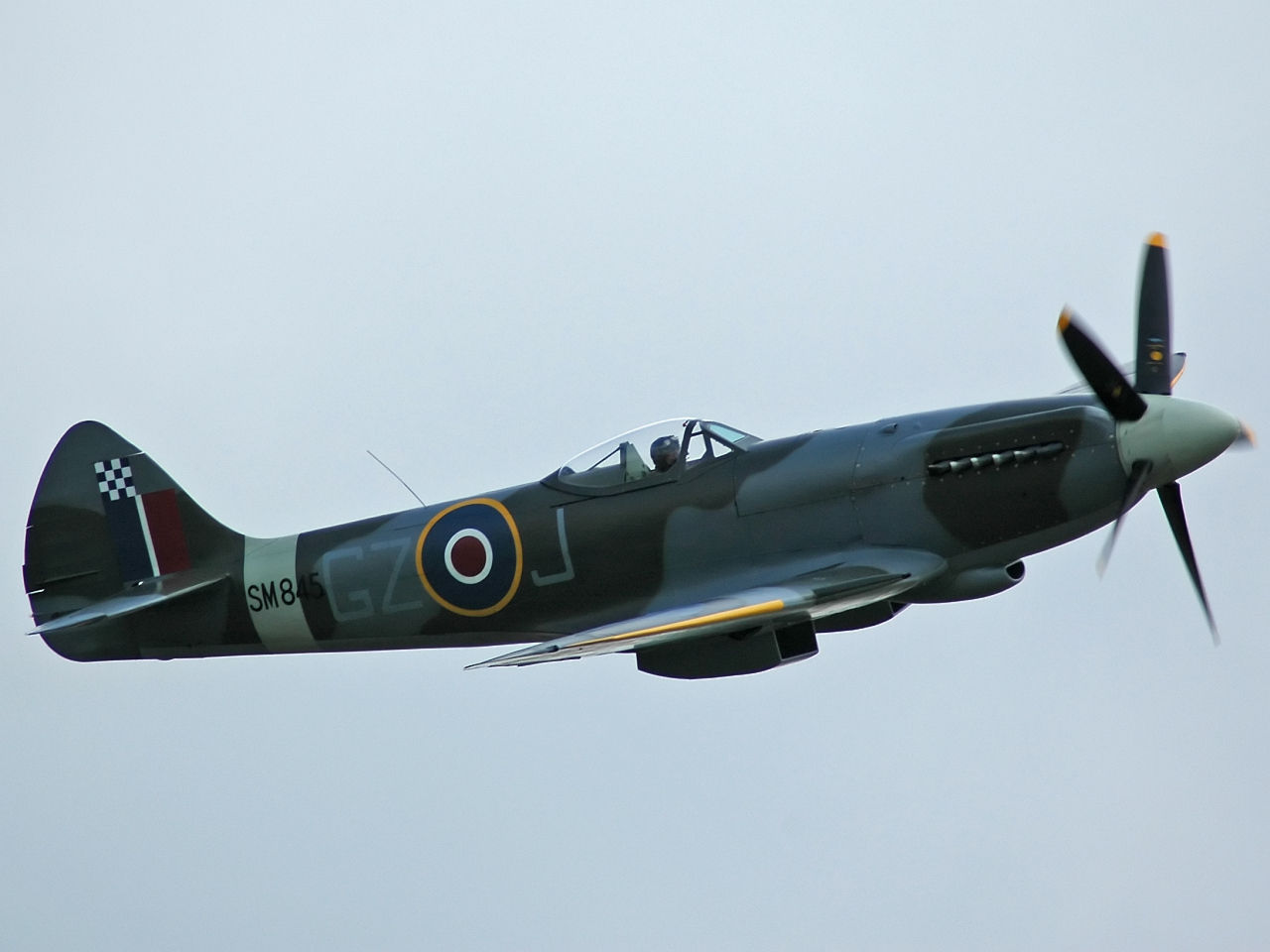
Spitfire LF XVIII SM845 (Historic Flying Ltd)

Verbesserte Mark XIV. In vieler Hinsicht identisch mit der Mark XIV inklusive Motor (Griffon 65) und Cockpit. Jedoch mit zusätzlicher Treibstoffkapazität und überarbeiteter, stärkerer Tragflächenstruktur. Einige mit zusätzlicher Schrägbildkamera im Heck als FR Mk XVIII gebaut.

### Mark XIX

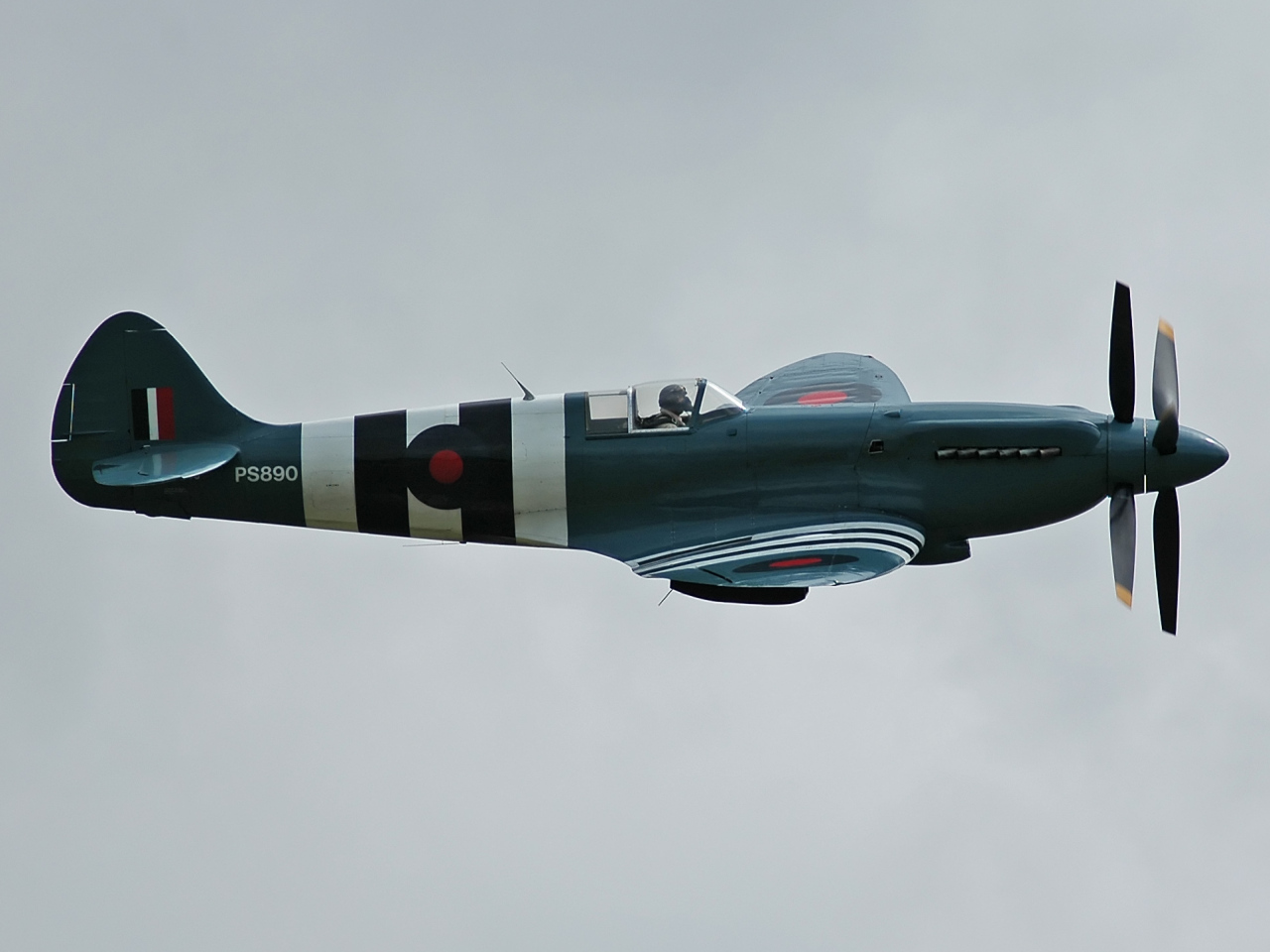
Spitfire PR XIX PS890 (Corsair Warbirds). Der gegenläufige Doppelpropeller entspricht nicht dem historischen Original.

Fotoaufklärungsvariante, die auf der Mark XIV basierte. Schnellste Spitfire-Version mit den originalen Tragflächen. Eine Mk XIX flog auch den letzten Einsatz einer Spitfire.

### F. 21
Spitfire mit Griffon-Motor und neu entworfenem Laminarflügel. Standardmäßig vier 20-mm-Kanonen.
Höchstgeschwindigkeit: 730 km/h, nur 120 Stück gebaut, erster Einsatz wenige Tage vor Kriegsende.

### F. 22
Analog F. 21 aber mit Vollsichthaube; teilweise mit Spiteful-Leitwerk nachgerüstet. Einige Flugzeuge wurden mit Griffon-85-Motoren (2.373 PS/1.771 kW) und gegenläufigen Propellern ausgerüstet. Es wurden 278 Spitfire F. 22 gebaut.

### F. 24
Letzte Spitfire-Version. Äußerlich identisch mit MF. 22; Spiteful-Leitwerk serienmäßig. Die No. 80 Sqn erhielt als einzige Staffel dieses Muster und gehörte damit Ende der 1940er-Jahre einige Zeit zur RAF Germany.

### Seafire
Unter dem Namen Seafire gab es auch mehrere Marineversionen der Spitfire, die für den Einsatz von Flugzeugträgern mit Fanghaken, faltbaren Tragflächen und weiterer für diese Aufgabe nötiger Ausrüstung versehen waren. Auf Grund des durch die Trägerausrüstung nach hinten verschobenen Schwerpunktes und des schmalspurigen und nicht besonders stabilen Fahrwerks waren sie allerdings für Einsätze vom Flugdeck nicht sehr gut geeignet und hatten eine hohe Unfallrate. Die ziemlich geringe Reichweite entsprach ebenfalls nicht den Anforderungen an ein trägergestütztes Muster.